# Mycterophallus
Mycterophallus is een geslacht van kevers uit de familie bladsprietkevers (Scarabaeidae). Het geslacht werd voor het eerst wetenschappelijk beschreven in 1886 door Van de Poll.

## Soorten
- Mycterophallus dichropus (Lansberge, 1880)
- Mycterophallus duboulayi (Thomson, 1878)
- Mycterophallus smaragdinus Heller, 1899
- Mycterophallus validipes (Thomson, 1857)
- Mycterophallus xanthopus (Boisduval, 1835)